# República (minissérie de 1989)
República é uma minissérie brasileira  produzida e exibida na TV Globo de 14 a 17 de novembro de 1989, em 4 capítulos. Foi escrita por Wilson Aguiar Filho e dirigida por Walter Avancini.
Produzida em homenagem ao centenário da proclamação da República, a série romantiza os eventos que do dia 15 de novembro de 1889. As cenas foram gravadas na cidade de Petrópolis e, também, em uma cidade cenográfica montada pela Rede Globo em suas dependências.

## Elenco
Povo
- Grande Otelo .... Patápio dos Prazeres
- Luis Antonio Pilar .... Lucas

Família imperial
- Tereza Rachel .... Princesa Isabel
- Odilon Wagner .... Conde d'Eu
- Carlos Kroeber .... D. Pedro II
- Regina Macedo .... Imp. Teresa Cristina
- Luis Felipe de Lima .... D. Pedro Augusto

Família burguesa
- Otávio Augusto .... Dr. Alberto Gusmão
- Nívea Maria .... D. Margarida Gusmão
- Sandra Annenberg .... Dora Gusmão
- Mariana Mac Niven .... Lídia Gusmão
- Giovana Pieck .... Alzira Gusmão

Militares
- Mauro Mendonça .... Benjamin Constant
- Cláudio Cavalcanti .... Gen. Floriano Peixoto
- Castro Gonzaga .... Gen. Deodoro da Fonseca
- Telmo de Avelar .... Capitão Mallet

Deputados/senadores/ministros
- Herval Rossano .... Visconde de Ouro Preto
- Francisco Dantas .... Maracajú
- Miguel Rosenberg .... Cândido de Oliveira
- Pedro Veras .... Ruy Barbosa

Republicanos/perigosos/misteriosos
- Buza Ferraz .... Silva Jardim
- Felipe Wagner .... Aristides Lobo
- Valter Santos .... José do Patrocínio

## Exibição
Nunca reprisada, foi disponibilizada na íntegra no Globoplay em 11 de novembro de 2024, como parte do Projeto Resgate, .